# 莫拉克-松格拉蒂-米兹共和国

莫拉克-松格拉蒂-米兹共和国国旗

莫拉克-松格拉蒂-米兹共和国（英語：Republic of Morac-Songhrati-Meads），简称米兹共和国（Republic of Meads），是1877年—1972年自稱統治南沙群岛的一个私人国家。

## 历史

人道王国国旗

據傳為英国莫德斯特号（Modeste）船长的英国海军上校的詹姆斯·乔治·米兹（James George Meads）聲稱於1877年探索南海並到达南沙群島，在此建立莫拉克-松格拉蒂-米兹共和国並聲索主權，但他的名字沒有出現在英國軍隊的檔案中。
1914年，一些成员另立人道王国，或音译为休曼纳蒂王国。詹姆斯·乔治·米兹之子富兰克林·M·米兹（Franklin M. Meads）为君主，在富兰克林·M·米兹的领导下成立了人道王国，將米兹岛（即太平岛）定为首都。成员包括威利斯·阿尔瓦·里安特（Willis Alva Ryant）、沃尔特·哈奇森（Walter Hutcheson）、保罗·威拉德（Paul Willard）和威廉·卓别林（William Chaplin），以及维克多·安德森（Victor Anderson）和查尔斯·安德森（Charles Anderson）两兄弟。
二战时，兩個陣營都對日本军队佔領的南沙群島進行聲索。
1945年，富兰克林·M·米兹逝世。同年10月，人道王國的领导位置由其子约西亚·N·米兹（Josiah N. Meads）继承。同年11月，约西亚·N·米兹逝世，他的儿子莫顿·弗雷德里克·米兹，简称“莫顿·F·米兹”（Morton Frederick Meads，缩写为Morton F. Meads）本应继位，但被认为太年轻。所以王位被让予威利斯·阿尔瓦·莱恩特。1955年，菲律宾各报刊刊登报道称人道王国为君主政体，位于菲律宾以西，有3000余人口，均为法国、美国、中国、日本、印尼及马来后裔。1963年9月，莫顿·F·米兹又宣布自己为国王。
1959年，克里斯托夫·斯琴德（Christopher Scheider）就任米兹共和国領導人，并自封“统治者”、“保卫者”、“所有者”、“蒙上帝恩典的君主”和“国王”等一大串头衔。1963年，人道王国并入米兹共和国，克里斯托夫·斯琴德成为米兹共和国的国家元首（Chief of the State），1972年7月，克里斯托夫·斯琴德于一次海难中溺水去世，米兹共和国此后不再常见于媒体报道。
1972年，莫顿·F·米兹試圖重建人道王国，向联合国、中华民国的蔣中正政府和菲律宾申请承认，但以失败告终。
1985年，莫顿·F·米兹向美国和其他地方要求250亿美元赔偿，原因是“不公平竞争、种族侵扰、阴谋破坏”，本案未獲审理。

## 扩展阅读
- Samuel Pyeatt Menefee, "Republics of the Reefs":|Nation-Building on the Continental Shelf and in the World's Oceans, California Western International Law Journal, vol. 25, no. 1, Fall, 1994, pp. 83–85.